# Andinobates virolinensis
Espèce
Synonymes
- Minyobates virolinensis Ruíz-Carranza & Ramírez-Pinilla, 1992
- Dendrobates virolinensis (Ruíz-Carranza & Ramírez-Pinilla, 1992)
- Ranitomeya virolinensis (Ruíz-Carranza & Ramírez-Pinilla, 1992)

Statut de conservation UICN

 VU B1ab(iii) : Vulnérable
Statut CITES
Andinobates virolinensis est une espèce d'amphibiens de la famille des Dendrobatidae.

## Répartition
Cette espèce est endémique de Colombie. Elle se rencontre dans les départements de Cundinamarca et de Santander entre 1 300 et 1 850 m d'altitude sur le versant Ouest de la cordillère Orientale.

## Publication originale
- Ruiz-Carranza & Ramírez-Pinilla, 1992 : Una nueva especie de Minyobates (Anura: Dendrobatidae) de Colombia. Lozania, vol. 61, p. 1-16.